# Metálbomba
A Metalbomba a Pokolgép együttes tizenkettedik (a Gép című albumot is beleszámolva tizenharmadik) stúdióalbuma. Ez az első  és egyetlen stúdióalbumTóth Attila hangjával.
Az együttes történetében példátlanul hosszú szünet után jelent meg a 2007-es Pokoli meséket,sőt a 2010-es Újratöltve koncertalbumot követően. Ennek oka valószínűleg a sok tagcsere, a kiadóváltás és részben  a négy dupla nagykoncert volt. A 2010-es énekescsere után ugyanis  csere történt a gitáros (Nagy Dávid helyét 2011-ben Z.Kiss Zalán vette át),sőt kétszer a dobos poszton is (Czébely Csabát Veress Márton,majd Kleineisel Márk követte). A Szeretném, ha szeretnének című dal Ady Endre verének megzenésítése.
A lemez első kiadását a német Gegentrend Records gondozta. 2021-ben, a GrundRecords megjelentette az album hazai újrakiadását, felújított formában, bónuszdalokkal feldúsítva. A frissen megjelent kiadvány több változáson is átesett az eredeti albumhoz képest. A magyarított címen felül leginkább szembetűnő ezek közül mindenképpen a neves grafikus, Havancsák Gyula által újragondolt borító. A teljes szövegkönyvet magába foglaló füzetet korábban meg nem jelent képanyag teszi teljessé. Egy, az album dalaiból összeválogatott koncertfelvétel-blokkot (Ringben; Szeretném, ha szeretnének; Véssétek fel; Ne köss belém) is kapott a korong, ami a Cserfalvi „Töfi” Zoltán által elkövetett masteringnek köszönhetően remekül illeszkedik az album hangzásába. A bónuszfelvételek a zenekar '35. Jubileumi koncert' című élő anyagáról lettek leválogatva.
2022-ben az album megkapta a vinylkiadását is. A hanglemez tasakján természetesen a Havancsák Gyula által újragondolt borító látható. A komplett szövegkönyvet magába foglaló betétlapot korábban meg nem jelent képanyag teszi teljessé. A hanglemez az album eredeti hangmérnöke, Cserfalvi „Töfi” Zoltán által készített vinylre optimalizált maszteringnek köszönhetően remekül szól. A sztenderd fekete színű korongot tartalmazó kiadás mellett 300 példányban, füstös-áttetsző narancssárga korongos, gyűjtői változat is megjelent.

## Az album dalai

### Eredeti kiadás (2015.)
1. Az álarc lehull
2. Szemtől szembe
3. Metalbomba
4. Ringben
5. Szeretném, ha szeretnének
6. Ne köss belém
7. Szabadon és még szabadabban
8. Acélkemény
9. Véssétek fel
10. Emlékszem

### Újrakiadás (2021.)
1. Az álarc lehull
2. Szemtől szembe
3. Metalbomba
4. Ringben
5. Szeretném, ha szeretnének
6. Ne köss belém
7. Szabadon és még szabadabban
8. Acélkemény
9. Véssétek fel
10. Emlékszem

Bónusz élő felvételek a 35. Jubileumi koncertalbumról
1. Ringben
2. Szeretném, ha szeretnének
3. Véssétek fel
4. Ne köss belém

### Vinyl (2022.)
A oldal
1. Az álarc lehull
2. Szemtől szembe
3. Metalbomba
4. Ringben
5. Szeretném, ha szeretnének

B oldal
1. Ne köss belém
2. Szabadon és még szabadabban
3. Acélkemény
4. Véssétek fel
5. Emlékszem

## Közreműködők
- Tóth Attila - ének
- Kukovecz Gábor - gitár, vokál
- Z.Kiss Zalán - gitár, vokál
- Pintér Csaba - basszusgitár, vokál
- Kleinesel Márk - dob, vokál